# Stala kyrka
Stala kyrka är en kyrkobyggnad i Orust kommun. Den tillhör Stala församling i Göteborgs stift.

## Kyrkobyggnaden
Redan på medeltiden fanns här en kyrka av sten med okänd utformning. 1646 ersattes denna av en ny kyrka. På 1800-talet bedömdes kyrkan vara för liten. Åren 1876-1878 byggdes nuvarande kyrka på en plats 35 meter öster om sin föregångare.
Kyrkan består av ett rektangulärt långhus med tresidigt kor i öster och kvadratiskt kyrktorn med gavlar och pyramidformat tak i väster. Murytorna har rundbågsfriser och lister. De höga, smala fönstren är rundbågiga och perspektivportalen i väster i tornet är krönt av en gavel. Sakristian är inrymd i den tresidiga korutbyggnaden i öster. Taket på nuvarande kyrka var från början spån, men 1913 byttes spånet ut mot falsad plåt. Sedan 1996 är taket belagt med tegel.
Interiören har ett tunnvälvt tak, vita väggar och ljusa bänkar.

## Inventarier

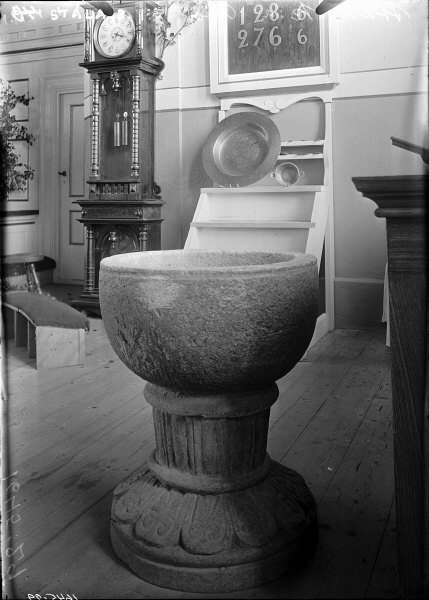
Dopfunten.

- Dopfunt av täljsten är tillverkad i mitten av 1200-talet och består av två delar. Höjd: 71 cm. Cuppan är halvsfärisk med en vulst nedtill. En försänkt cirkel längs cuppans kant utgör den enda ornamenteringen. Foten består av ett nedåt avsmalnande refflat skaft, en vulst och slutligen en fotplatta. Den är rund, skivformig och har praktfulla reliefornament i form av palmetter inom u-formade utskjutande tungor. Uttömningshål finns i centrum. Skador i form av sprickor finns. Funten är unik för både östra Norge och Västsverige. [1]
- Predikstolen i barockstil är snidad 1645.
- Altartavlan från 1878 är en kopia av Karl Nordströms målning Jesu förklaring.

### Orgel
Fasaden från 1883 års orgel, byggd av Salomon Molander och ritad av Gustaf Dahl är bevarad. Verket är emellertid ombyggt 1974 av Hammarbergs Orgelbyggeri AB, varvid åtta av Molanderorgelns tio stämmor ingår i denna orgel på sjutton stämmor fördelade på två manualer och pedal.